# تأهب (طب)
التأهب النحيزة أو الاستهداف أو الأهبة (بالإنجليزية: diathesis)‏ تعني في مجال الطب والعلوم الطبية المساندة حالة تهيؤ وراثي أو بنيوي في الجسم للإصابة بمرض أو اضطراب ما. أما التأهب التحسسي فهو تهيؤ للإصابة بمرض أو أكثر كحمى القش أو حساسية الأنف أو الربو الشعبي (في الشعب الهوائية) أو التهاب الجلد التحسسي.